# Alexandra Popescu-York
Alexandra Popescu-York (pe numele real Alexandra Popescu, n. 27 august 1979, București, România) este o creatoare de modă româno-americană, domiciliată în prezent în New York (NY), Statele Unite ale Americii (SUA). Ea este cunoscută pentru prezentările de modă pe care le ține de peste zece ediții, consecutiv, în cadrul festivalului Couture Fashion Week din NY. 

## Viața timpurie
Alexandra Popescu-York s-a născut în București, România și pictează de la vârsta de trei ani. A absolvit Liceul de Arte Plastice din București și, apoi, a urmat cursurile Facultății de Arte Decorative și Design din cadrul Universității de Artă Plastică Nicolae Grigorescu. 
Odată cu încheierea anilor de studii, Alexandra Popescu-York a lucrat în mai multe firme din Europa și America pe postul de Head Designer, pentru ca în cele din urmă să se afirme în lumea modei cu propriul brand: Alexandra Art and Design. În State, ea este căsătorită cu un român și are doi băieți, născuți în 2010, respectiv 2012.

## Carieră
De-a lungul timpului Alexandra Popescu-York a primit numeroase premii pentru creațiile sale și are în palmareș expoziții și show-uri de modă pe plan național și internațional. 
Printre recunoașterile care i s-au atribuit, se numără includerea sa în prezentarea „Cei mai buni designeri ai Couture Fashion Week”, din 2016, dar și faptul că picturile sale au făcut parte din „Expoziția de artă” de la cei 70 de ani de aniversare a Națiunilor Unite în NY.
În septembrie 2018, Alexandra Popescu-York a prezentat în cadrul evenimentului Art Heart Fashion și a fost publicată în ediția chinezească a revstei Vogue.
Ceea ce o deosebește de alți designeri, este faptul că în cadrul showurilor pe care le susține la Couture Fahsion Week, ea are dublă expunere, atât ca designer, cât și cu expoziții de pictură.
Alexandra Popescu-York este unul dintre puținii creatori care se ocupă atât de scenografie, regie, dar și de stylingul colecțiilor - precum bijuterii și accesorii excentrice.
„La o privire avizată, este imposibil să nu observi faptul că Alexandra Popescu-York este o demnă continuatoare a marii creatoare Doina Levintza, cu care a lucrat în urma câștigării unor concursuri de costum și vestimentație recompensate cu dreptul de a studia împreună cu doamna Doina Levintza. Artista ar putea să realizeze asemenea celebrei sale înaintașe costume pentru spectacole de teatru și un propriu scenariu al costumelor în modă, teatru, istoria artei și pictură”, arată un materila din Cotidianul, semnat de către Magdalena Popa Buluc în 2015

## Prezentări de modă
Institutul Cultural Roman din New York
27 martie 2015 “Art & Fashion” Exhibit at Romanian Cultural Institute in New York
http://icrny.org/s536-2015-Art___Fashion_by_Alexandra_Popescu-York.html
Couture Fashion Week New York  >10  ediții
16 februarie 2014 “GranD’Or” Collection
http://www.couturefashionweek.com/designer-alexandra-popescu-york-bridges-art-fashion-couture-fashion-week-new-york/
7 septembrie 2014 “Metropolitan” Collection
http://www.couturefashionweek.com/alexandra-popescu-york-fashion-show-couture-fashion-week-ny/
15 februarie 2015 “ Ame de l’Artiste” 
http://www.couturefashionweek.com/alexandra-popescu-york-returns-couture-fashion-week-lame-de-lartiste-collection/
Septembrie 2015 “Phoenix-The Legend”
14 februarie 2016 “ Unleashed” Collection
http://www.couturefashionweek.com/alexandra-popescu-york-returns-to-couture-fashion-week/
11 septembrie 2016
http://www.couturefashionweek.com/alexandra-popescu-york-world-tour-couture-fashion-week/
12 februarie 2017  “Warrior Queen”
http://www.couturefashionweek.com/alexandra-popescu-york-couture-fashion-week/
10 septembrie 2017 “Joie de Vivre” Collection
http://gabrielaloveworld.blogspot.com/2017/09/joie-de-vivre-by-artist-and-designer.html
https://www.dcnews.ro/creatoarea-de-moda-romano-americana-alexandra-popescu-york-i-i-lanseaza-la-couture-fashion-week-new-york-colec-ia-joie-de-vivre_557162.html
10 februarie 2018  “Magnetic” 
http://www.couturefashionweek.com/alexandra-popescu-york-magnetic-collection-couture-fashion-week-ny/
http://www.couturefashionweek.com/gmedia-gallery/alexandra-popescu-york-fall-2018/
9 septembrie 2018 “Desire”
http://www.couturefashionweek.com/alexandra-popescu-york-desire-couture-fashion-week-ny/
Romanian Fashion Philosophy
Prezentare 3 martie 2018
New York Fashion Week powered by Art Hearts Fashion 
Prezentare pe 8 septembrie 2018
https://nyfw.net/designers/alexandra-popescu-york/
Fashion Channel